# Лагрес
Лагре́с (фр. Lasgraisses, окс. Las Graissas) — коммуна во Франции, находится в регионе Юг — Пиренеи. Департамент — Тарн. Входит в состав кантона Дё-Рив. Округ коммуны — Альби.
Код INSEE коммуны — 81138.

## География

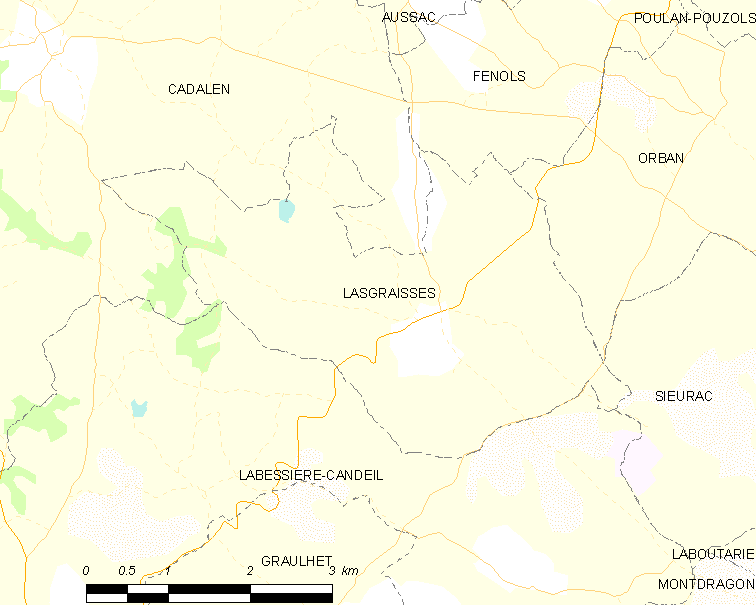
Карта коммуны

Коммуна расположена приблизительно в 560 км к югу от Парижа, в 55 км северо-восточнее Тулузы, в 15 км к юго-западу от Альби.

## Климат
Климат умеренно-океанический. Зима мягкая и дождливая, лето жаркое с частыми грозами. Ветры довольно редки.

## Население
Население коммуны на 2010 год составляло 374 человека.
| 1962 | 1968 | 1975 | 1982 | 1990 | 1999 | 2010 |
| ---- | ---- | ---- | ---- | ---- | ---- | ---- |
| 361  | 356  | 318  | 316  | 314  | 323  | 374  |

## Администрация
| Период | Период | Фамилия              | Партия                   | Примечания |
| ------ | ------ | -------------------- | ------------------------ | ---------- |
| 1965   | 1983   | Рене Алькье          | Движение левых радикалов | фермер     |
| 1984   | 2001   | Кристиан Блан        |                          | фермер     |
| 2001   | 2012   | Жак Картьо           | Социалистическая партия  | инженер    |
| 2012   | 2020   | Мари-Одиль Боке-Рибо |                          | медсестра  |

## Экономика
Основу экономики составляет сельское хозяйство.
В 2007 году среди 221 человека в трудоспособном возрасте (15—64 лет) 162 были экономически активными, 59 — неактивными (показатель активности — 73,3 %, в 1999 году было 68,9 %). Из 162 активных работали 146 человек (81 мужчина и 65 женщин), безработных было 16 (9 мужчин и 7 женщин). Среди 59 неактивных 13 человек были учениками или студентами, 23 — пенсионерами, 23 были неактивными по другим причинам.